# Ampanihy (Ampanihy)
Ampanihy è una città e comune del Madagascar situata nel distretto di Ampanihy, regione di Sofia. 
La popolazione del comune rilevata nel censimento 2001 era pari a 18 627 unità.